# Federazione Italiana Golf
La Federazione Italiana Golf (FIG) è l'organo che promuove e organizza il golf in Italia.

## Storia
La Federazione Italiana Golf (FIG) venne fondata a Milano nel 1927 sebbene sul territorio italiano esistessero già diversi campi da golf (l'Acquasanta di Roma fu il primo e fu fondato nel 1903). Durante la seconda guerra mondiale l'attività federale venne a scomparire. Dopo la guerra, nel maggio 1946, venne creata una nuova struttura: l'Associazione Golfistica Italiana (AGI). Nel febbraio 1959 l'organismo riassunse l'antica denominazione. Nel 1982 la Federazione istituisce la Scuola Nazionale di Golf per uniformare e migliorare i metodi di insegnamento.
Nel corso degli anni il numero dei circoli è aumentato dai 17 del 1954 ai 31 del 1964 per arrivare a 90 nel 1988 e raggiungere quota 258 nel 1999.
Al 31 dicembre 2009 gli iscritti alla federazione erano circa 100.000.

## Organi
- Presidente: Cristiano Cerchiai
- Segretario Generale: Marta Maestroni